# Abdul-Aziz király nemzetközi repülőtér
Az Abdul-Aziz király nemzetközi repülőtér (arab nyelven: مطار الملك عبدالعزيز الدولي) (IATA: JED, ICAO: OEJN) Szaúd-Arábia harmadik legnagyobb és legforgalmasabb nemzetközi repülőtere, mely Dzsidda közelében található.  Éves utasforgalma 14 117 611 fő (2021).
A repülőteret Szaúd-Arábia alapítójáról, Abdul-Aziz szaúdi királyról nevezték el, a repülőtér szolgálja ki a legtöbb nemzetközi utazást, és a Saudia légitársaság legnagyobb csomópontja. A repülőtér biztosítja a zarándokok és az országba Umrah-t végezni érkező látogatók kiszolgálásához szükséges létesítményeket. Három működő utasterminállal rendelkezik: az északi terminállal, a Hadzs-terminállal és az új 1-es terminállal. A Hadzs-terminált kifejezetten a Mekkába évente a Hadzsra tartó muszlim zarándokok számára építették. A negyedik terminált, a déli terminált 2020-ban COVID-19 vakcinaközponttá alakították át.

## Leírás
A repülőtér 105 négyzetkilométeren terül el. A területen található a repülőtér mellett egy királyi terminál, a Szaúdi Királyi Légierő Abdullah királyi légibázisának létesítményei, valamint a repülőtéri személyzet lakásai. Az építési munkálatok 1974-ben kezdődtek, és 1980-ban fejeződtek be. Végül 1981. május 31-én nyitotta meg kapuit a repülőtér, miután 1981 áprilisában hivatalosan felavatták.

## Létesítmények

### Hadzs terminál
Dzsiddának Mekkához való közelsége miatt a repülőtéren van egy külön Hadzs-terminál, amelyet az éves Hadzs szertartáson részt vevő zarándokok fogadására építettek. Egyszerre 80 000 utazó befogadására alkalmas.
A Hadzs Terminál 1983-ban elnyerte az Aga Khan építészeti díjat.

### Más terminálok
A déli terminált a Saudia használta kizárólagosan, amelynek a repülőtér az egyik fő csomópontja, 2007-ben azonban a szaúdi magántulajdonú Flynas és Sama Airlines légitársaságok is engedélyt kaptak a használatára. A Sama Airlines megszűnése miatt a terminált csak a Saudia és a Flynas használta. A terminált jelenleg a flyadeal, a Garuda Indonesia, a Kenya Airways és a Korean Air is használja. A repülőtér északi terminálját az összes többi külföldi légitársaság használja. A déli terminál azonban a jelentések szerint zárva van, az ottani összes járat az új 1-es terminálra költözött.

### Bővítési projekt
Az új Abdulaziz király nemzetközi repülőtér háromlépcsős fejlesztése 2006-ban kezdődött, és 2019 közepén nyitották meg hivatalosan. 2018-tól már helyi járatok szálltak le a repülőtéren. 2018-tól a projekt célja, hogy a repülőtér éves kapacitását 13 millióról 80 millió utasra növelje.
A bővítés magában foglal egy vadonatúj utasterminál-épületet, egy 136 méter magas légiforgalmi irányító (ATC) tornyot (a legnagyobb a világon), a repülőtér szilárd burkolatú és burkolt területeit, világítást, üzemanyaghálózati rendszereket, elektronikus utasirányító rendszert és új csapadékvíz-elvezető hálózatot. Lesz továbbá egy újonnan épülő támogató kiszolgáló épület, valamint a meglévő kifutópálya és a repülőtéri rendszerek korszerűsítése. A GACA - Szaúd-Arábia Polgári Légiközlekedési Főhatósága - szerint a három szakaszban a kapacitás fokozatos növelése évi 30 millió, 60 millió és 80 millió utasra fog emelkedni.
Az új repülőtér 1-es terminálját a Haramain nagysebességű vasúti projekt hálózatán keresztül lehet megközelíteni. A Majed herceg utca csatlakozik majd az Al-Laith autópályához, gyors észak-déli tranzitútvonalat alkotva.

## Légitársaságok és célállomások

### Személy
| Légitársaság                    | Célállomások |
| ------------------------------- | --- |
| Aegean Airlines                 | Athén |
| Afriqiyah Airways               | Miszráta, Tripoli–Mitiga Szezonális: Al-Bajda, Bengázi |
| Air Algérie                     | Algír |
| Air Arabia                      | Alexandria, Aszjút, Luxor, Rász el-Haima (2022. augusztus 2-tól indul), Sardzsa, Szohág |
| AirAsia X                       | Szezonális: Kuala Lumpur |
| Airblue                         | Iszlámábád, Lahor, Multán, Pesavar |
| Air Cairo                       | Alexandria, Aszjút, Cairo, Szohág |
| Air China                       | Hadzs: Ürümcsi |
| Air India                       | Delhi, Kozsíkóde, Mumbai Hadzs: Aurangábád |
| AnadoluJet                      | Isztambul–Sabiha Gökçen |
| Ariana Afghan Airlines          | Kabul, Kandahar (mindkettő felfüggesztve) |
| Azerbaijan Airlines             | Szezonális charter: Baku |
| Batik Air                       | Makassar, Medan, Surakarta/Solo |
| Biman Bangladesh Airlines       | Csittagong, Dakka Hadzs: Szilhet |
| Citilink                        | Szezonális: Jakarta–Soekarno-Hatta, Medan, Palembang, Semarang, Surabaya, Surakarta/Solo |
| Daallo Airlines                 | Hargeysa, Mogadishu |
| EgyptAir                        | Alexandria, Kairó Szezonális: Sarm es-Sejk |
| Emirates                        | Dubaj |
| Eritrean Airlines               | Aszmara |
| Ethiopian Airlines              | Addisz-Abeba |
| Etihad Airways                  | Abu-Dzabi Szezonális: El-Ajn |
| Flyadeal                        | Abha, Kairó, Dammám, Kaszím tartomány, Hofuf, Rijád, Tabúk |
| flydubai                        | Dubaj |
| FlyEgypt                        | Alexandria, Aszjút, Kairó, Szohág |
| Flynas                          | Abu-Dzabi, Adana, Algír, Ammán, Bagdad, Bengaluru, Bejrút, Dammám, Dubaj, Erbíl, Hatay, Hofuf, Isztambul–Sabiha Gökçen (2022. augusztus 2-tól indul újra), Jazan, Kano, Kartúm, Lahor, Kuvait, Kijev–Boriszpil, Medina, Rijád, Szarajevó, Sardzsa, Sarm es-Sejk, Tabúk, Janbu Szezonális: Baku, Batumi, Kozsíkóde, Salzburg, Tbiliszi, Tirana, Bécs Charter: Jakarta–Soekarno-Hatta, Makassar, Medan, Surabaya |
| Garuda Indonesia                | Jakarta–Soekarno-Hatta Szezonális: Banda Aceh, Makassar, Medan, Padang, Palembang, Surabaya, Surakarta/Solo Hadzs: Banjarmasin |
| Gulf Air                        | Bahrein |
| IndiGo                          | Delhi, Mumbai |
| Iran Air                        | Hadzs: Bandar-Abbász, Birjand, Busehr, Gorgán, Iszfahán, Medina, Rast, Siráz, Urmia, Záhedán |
| Iraqi Airways                   | Charter: Bagdad, Baszra, Erbíl, Nedzsef, Szulejmánijja |
| Jazeera Airways                 | Kuvait |
| Jordan Aviation                 | Ammán |
| Jubba Airways                   | Dubaj, Galkayo |
| Kabo Air                        | Hadzs: Abuja, Kano |
| Kam Air                         | Kabul, Kandahar (mindkettő felfüggesztve) |
| Kuvait Airways                  | Kuwait |
| Libyan Airlines                 | Szezonális: Bengázi, Tripoli–Mitiga |
| Libyan Wings                    | Charter: Tripoli–Mitiga |
| Lion Air                        | Szezonális: Banda Aceh, Jakarta–Soekarno-Hatta, Makassar, Padang, Palembang, Pekanbaru, Surabaya, Surakarta/Solo |
| Malaysia Airlines               | Kuala Lumpur Hadzs: Alor Setar, Johor Bahru, Kuala Terengganu, Pinang |
| Max Air                         | Hadzs: Kano |
| Middle East Airlines            | Bejrút |
| Nesma Airlines                  | Ḥaʼil |
| Nile Air                        | Alexandria, Aszjút, Kairó, Luxor, Szohág |
| Nordwind Airlines               | Moszkva–Seremetyjevó |
| Oman Air                        | Maszkat |
| Pakistan International Airlines | Iszlámábád, Karacsi, Lahor, Multán |
| Qatar Airways                   | Doha |
| Qeshm Airlines                  | Hadzs: Teherán–Imam Khomeini |
| Royal Air Maroc                 | Casablanca Hadzs: Rabat, Tanger |
| Royal Brunei Airlines           | Szezonális: Bandar Seri Begawan |
| Royal Jordanian                 | Ammán |
| SalamAir                        | Maszkat |
| Saudia                          | Abha, Abu-Dzabi, Addisz-Abeba, Al Baha, Alexandria, Algír, Al Jawf, Al Ula, Al Wajh, Ammán, Amszterdam, Ankara, Arar, Athén, Bagdad, Bahrein, Bengaluru, Bangkok–Szuvarnabhumi, Bejrút, Bisha, Kairó, Casablanca, Csennai, Colombo–Bandaranaike, Dammám, Dawadmi, Delhi, Dakka, Doha, Dubaj, Erbíl, Frankfurt, Kaszím tartomány, Genf, Kanton, Gurayat, Ḥaʼil, Hofuf, Haidarábád, Iszlámábád, Isztambul, Jakarta–Soekarno-Hatta, Jazan, Johannesburg–O.R. Tambo, Kano, Karacsi, Kartúm, Koccsi, Kozsíkóde, Kuala Lumpur, Kuvait, Lahor, London–Heathrow, Los Angeles, Lakhnau, Madrid, Malè, Manchester, Manila, Mauritius, Medina, Milánó–Malpensa, Multán, Mumbai, München, Maszkat, Nairobi–Jomo Kenyatta, Najran, Neom, New York–JFK, Párizs–Charles de Gaulle, Pesavar, Port Szudán, Qaisumah, Rafha, Rijád, Róma–Fiumicino, Sarm es-Sejk, Sharurah, Szingapúr, Tabúk, Ta'if, Tunisz, Turaif, Bécs, Wadi al-Dawasir, Washington Dulles nemzetközi repülőtér Szezonális: Adana, Agadir, Ahmadábád, Ahváz, Annába, Barcelona Batam, Kaszentína, Fez, Ghardaïa, Izmir, Kolkata, Makassar, Málaga, Marrákes, Meshed, Medan, Orán, Rabat, Surabaya, Tebriz, Tanger |
| SaudiGulf Airlines              | Bagdad, Dammám, Erbíl |
| SCAT Airlines                   | Almati |
| Scoot                           | Szingapúr |
| SereneAir                       | Iszlámábád, Pesavar |
| SpiceJet                        | Ahmadábád, Delhi, Kozsíkóde, Mumbai Hadzs: Szringarar |
| SriLankan Airlines              | Colombo–Bandaranaike |
| Sudan Airways                   | Kartúm |
| Syrian Air                      | Hadzs: Damaszkusz |
| Tarco Aviation                  | Kartúm |
| Thai Airways International      | Bangkok–Szuvarnabhumi (2022. augusztus 19-től indul újra) |
| Tunisair                        | Tunis |
| Turkish Airlines                | Isztambul Hadzs: Adana, Ankara, Antalya, Bursa, Denizli, Diyarbakır, Erzurum, Gaziantep, Isparta, Izmir, Kayseri, Konya, Samsun, Sivas, Trabzon, Van |
| Turkmenistan Airlines           | Aşgabat |
| Utair                           | Kazan, Magas, Mahacskala |
| Uzbekistan Airways              | Taskent |
| Vistara                         | Mumbai (2022. augusztus 2-tól indul el) |
| Yemenia                         | Áden |

### Teher
| Légitársaság             | Célállomások |
| ------------------------ | --- |
| Air France Cargo         | Dammám, Hong Kong, Párizs–Charles de Gaulle |
| DHL Aviation             | Bahrein |
| Ethiopian Airlines Cargo | Addisz-Abeba |
| Lufthansa Cargo          | Frankfurt, Sardzsa |
| Qatar Airways Cargo      | Doha |
| Saudia Cargo             | Addisz-Abeba, Amszterdam, Bengaluru, Brüsszel, Dammám, Dakka, Frankfurt, Kanton, Hong Kong, Jakarta–Soekarno-Hatta, Johannesburg–O. R. Tambo, Kartúm, Kozsíkóde, Maastricht/Aachen, Lagos, Lakhnau, Milánó–Malpensa, Mumbai, Nairobi–Jomo Kenyatta, New York–JFK, N’Djamena, Rijád, Sanghaj–Putung, Sardzsa |

## Balesetek és incidensek
- 1979. november 26-án a Pakistan International Airlines Karacsiba tartó Boeing 707-340C típusú repülőgépe felszállás után nem sokkal lezuhant.  A repülőgépen tűz ütött ki, és a fedélzeten tartózkodó 156 főből mindenki meghalt.[65]
- 1986-ban iráni zarándokok egy csoportját C4-es robbanóanyaggal a táskájukban kapták el. A robbanóanyagokat az iráni hatóságok helyezték el; azt akarták, hogy felrobbanjanak a repülőtéren és sok áldozat legyen. A zarándokok azt állították, hogy nem tudtak semmit a robbanóanyagokról.[66]
- 1991. február 6-án az Egyesült Államok Légierejének Boeing KC-135 Stratotanker repülőgépe kényszerleszállást hajtott végre a bázison, miután a gép négy hajtóművéből kettő leszakadt, két gumiabroncs pedig kidurrant a leszállás során.
- 1991. július 11-én a Nigeria Airways 2120-as járatán, a Douglas DC-8-61-es gépen kabinnyomásproblémák léptek fel, majd egy meghibásodott futómű miatt tűz ütött ki. A pilóták megpróbáltak visszatérni a repülőtérre, de nem érték el azt, és a gép lezuhant. A tragédiában mind a 247 utas és a 14 fős személyzet elhunyt.[67]
- 2004. március 1-jén a PIA 2002-es járatán, egy Airbus A300B4-200-as gépen felszállás közben két futómű gumiabroncsa kilyukadt. A gumiabroncs darabjai bekerültek a hajtóművekbe, aminek következtében azok kigyulladtak, és a pilóták a felszállást megszakították. A hajtóművek és a bal szárny jelentős sérülése miatt a repülőgépet nyugdíjazni kellett. Mind a 261 utas és a 12 fős személyzet túlélte.[68]
- 2018. május 21-én az Onur Air által bérelt Airbus A330-200-as repülőgépet, amely Medina és Dakka között közlekedett, Dzsiddába irányították át, miután meghibásodott az orrfutóműve. Orrfutómű nélkül volt kénytelen leszállni, bár a megmaradt futóművek nem estek össze. Az incidensben senki sem sérült meg.[69][70]
- 2022 márciusában jemeni húti lázadók felrobbantották a repülőtér mellett lévő Saudi Aramco olajfinomítót.[71][72]

## Forgalom
Az utasforgalom az elmúlt években az alábbi módon változott:
| Utasok száma | 9 716 000 | 10 237 000 | 11 248 000 | 13 265 000 | 17 644 000 | 19 170 191 | 20 921 111 | 31 175 266 | 35 800 000 | 14 117 611 |
|              | 1998      | 2001       | 2003       | 2006       | 2008       | 2011       | 2013       | 2016       | 2018       | 2021       |

## Futópályák
A repülőtér futópályái:
- 16C/34C (4000 m, 60 m, aszfalt)
- 16R/34L (3800 m, 60 m, aszfalt)
- 16L/34R (4000 m, 60 m, aszfalt)

## Lásd még
- Haramain HSR
- Fahd király nemzetközi repülőtér